# 貞家克己
貞家 克己（ていか かつみ、1923年9月13日 - 2003年11月17日）は、日本の裁判官。最高裁判所判事。愛知県出身。

## 概要
愛知一中や旧制一高を経て、1948年（昭和23年）東京帝国大学を卒業。司法修習を終えた後、いったん千葉地裁判事補などをし、1953年（昭和28年）10月に法務省入り。参事官、司法法制調査部長、訟務局長、民事局長を務め、「法務省に貞家あり」といわれた存在であった。裁判官としても宇都宮地裁所長、横浜地裁所長、広島高裁長官、大阪高裁長官などを歴任した。法務省訴訟局長から東京高裁判事になった時は周囲から「今様浦島ですね」と冷やかされ、自ら「浦島太郎の独白」と題する随筆を法律雑誌に寄せた。
1988年（昭和63年）3月17日に最高裁判所判事に就任。百里基地訴訟では過去に法務省訴訟部長を務めていた際に第一審の国側最終準備書面作成に関与する具体的職務行為を行っていたことから、審理を回避した。
1993年（平成5年）9月に定年退官した。退官後は建設省の中央建設工事紛争審査会委員を務めた。
1995年（平成7年）11月、勲一等瑞宝章受章。